# Хаджипашич, Ахмет
Ахмет Хаджипашич (хорв. Ahmet Hadžipašić; 1 июня 1952, Цазин, Социалистическая Республика Босния и Герцеговина, Югославия — 23 июля 2008, Зеница, Федерация Боснии и Герцеговины) — боснийский политик, бывший премьер-министр Федерации Боснии и Герцеговины (2003—2007).

## Биография
В 1990 году стал доктором философии.
Представлял в руководстве Боснии и Герцеговины Партию демократического действия.
Играл большую роль в приватизации крупного металлургического комбината «Niksicka Zeljezara» в Зенице, часть акций которого приобретена «Арселор Миттал».
За несколько недель до смерти был избран вице-ректором университета Зеницы.

## Личная жизнь и смерть
Ахмет был женат на Бранке Хаджипашич с 1974 года до своей смерти. Вместе у них родились три дочери — Эмина, Амра и Сельма, а после его смерти — четверо внуков.
Умер 23 июля 2008 года в возрасте 56 лет от сердечного приступа в своём доме в Зенице.